# Messe- und Veranstaltungszentrum Bremen

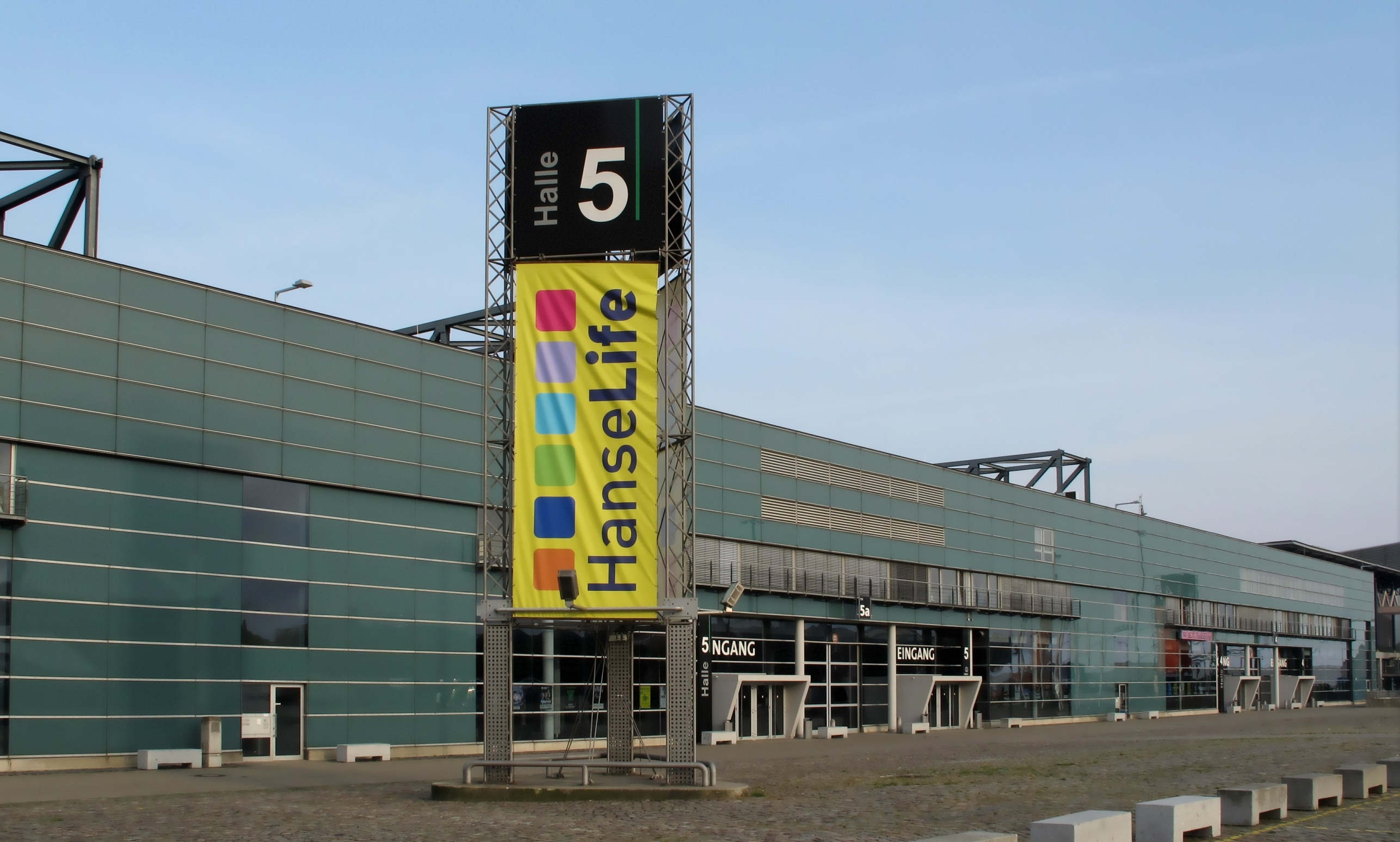
Messezentrum Halle 4 und 5

Das Messe- und Veranstaltungszentrum in Bremen-Findorff, Bürgerweide, Findorffstraße 101/103, gehört zu den bedeutenden Bremer Bauwerken.

## Geschichte

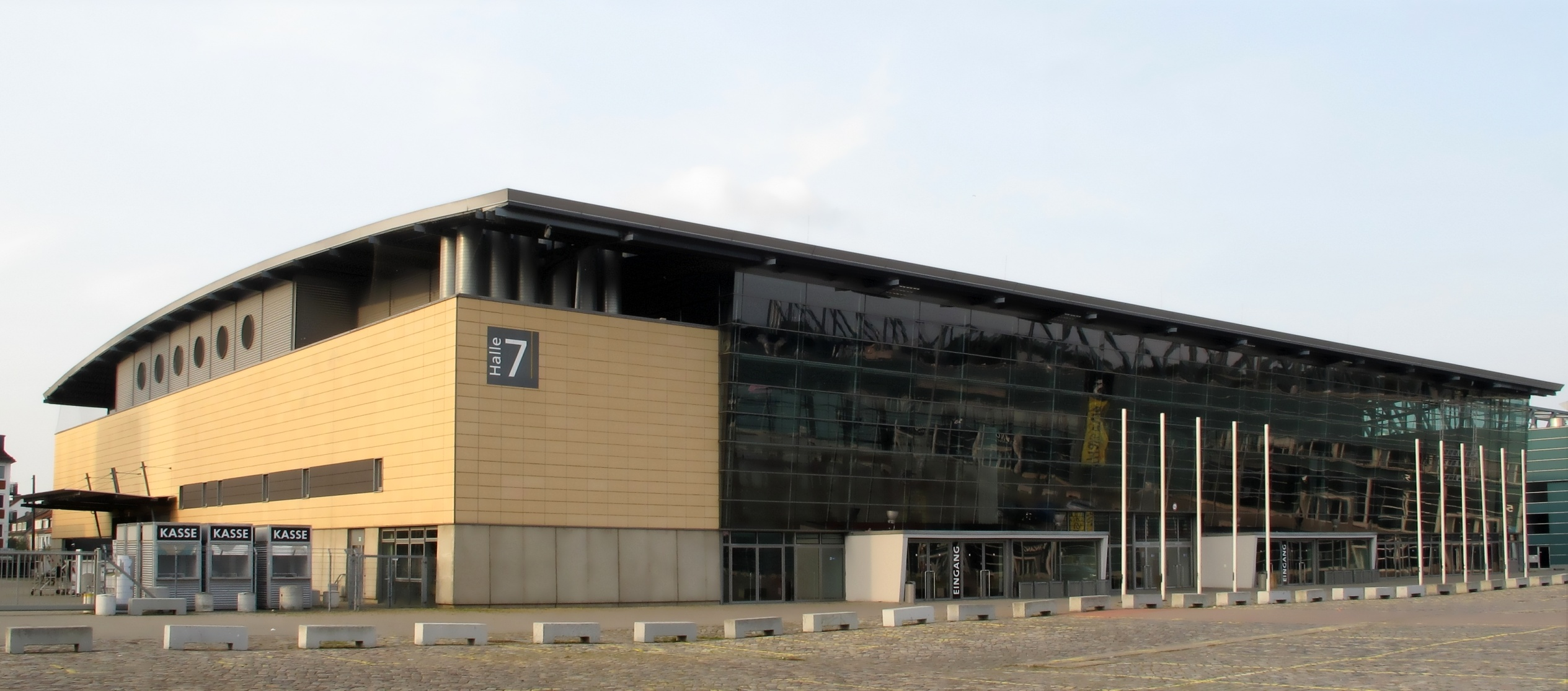
Halle 7: Blick von der Bürgerweide

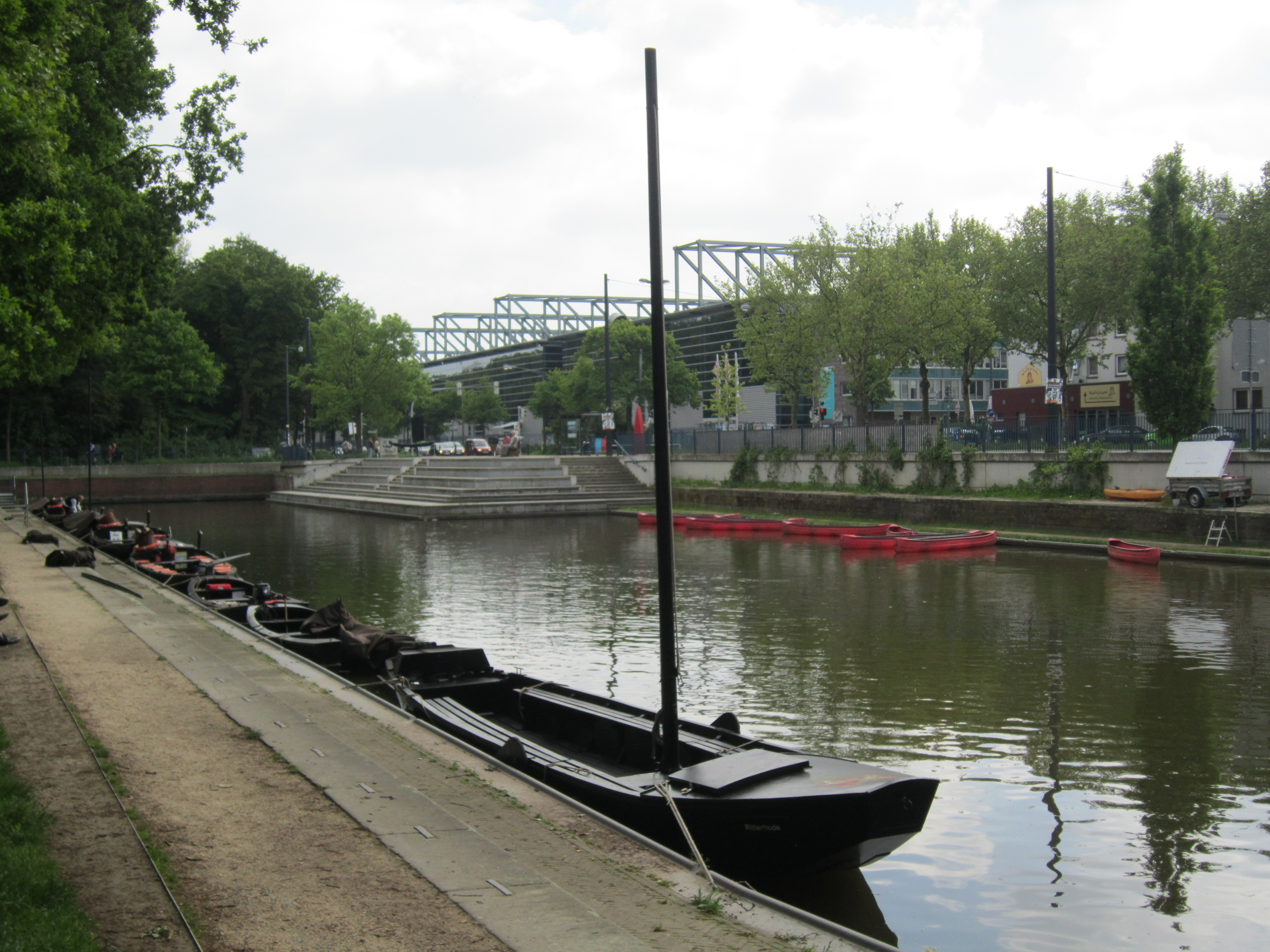
Messehallen: Blick vom Torfhafen

Nach einem Architektenwettbewerb von 1995 wurde bis 1997 das Messe- und Veranstaltungszentrum der WFB Wirtschaftsförderung Bremen nach Plänen der Architekten Gert Schulze (Bremen) mit Planungsgruppe Hagg, von Ohlen, Rüffer und Partner (Bremen) auf der Bürgerweide gebaut. Die rund 200 Meter langen, stützfreien Hallen ergänzen städtebaulich und funktional die Stadthalle Bremen als Multifunktions-Veranstaltungshalle mit max. 14.000 Plätzen und das Congress Centrum Bremen. Zur Bürgerweide hin ist den Hallen ein zweigeschossiges gläsernes Foyer vorgelagert und zum Giebel ein zweigeschossiger Baukörper, der Einzelhandels- und Dienstleistungsfunktionen aufnimmt. Die drei großen Bauten bilden einen zusammenhängenden Riegel, der die Bürgerweide von dem benachbarten Bürgerpark und der Hollerallee vollständig abtrennt. Durch eine unterirdische Durchfahrt sind Bürgerweide und Hollerallee verbunden. Die Fassaden bestehen überwiegend aus Glas. Auffällig sind die großen Fachwerk-Stahlträger über dem Bauwerkskörper.
Die kombinierbaren sieben Messehallen mit rund 40.000 m² Fläche sind unmittelbar  mit dem Kongresszentrum mit 21 Tagungsräumen und der Stadthalle verbunden. Eine flexible Nutzungsmöglichkeit erlaubt es, verschiedene Veranstaltungen zu realisieren.
Der architekturführer bremen schreibt dazu: „Die in den Details ausgearbeitete, im Großen zurückhaltende moderne Formensprache ist als Referenz an die dominierende expressive Form von Roland Rainers Stadthalle zu verstehen. Gerade im Vergleich mit diesem Bauwerk wirkt jedoch die architektonische Einbindung der Fachwerkbinder des Dachtragwerks unorganisch – vielleicht eine Folge der Abänderung des ursprünglichen Plans, bei dem eine höher gezogene Platzfassade die Träger verbarg.“
Der Abteilungsleiter  beim Bausenator Gottfried Zantke führte u. a. aus: „Die ... Härte der Form könnte einen abweisenden, unnahbaren Bau vermuten lassen – für publikumsorientierte Messehallen kaum akzeptabel. Die Eigenschaft des Entwurfs, die diese Härte der Geometrie auflöst und ihr Poesie hinzufügt, heißt Transparenz.“
1998 wurde das Projekt mit dem BDA-Preis Bremen ausgezeichnet.